# Pseudogaurax aberrans
Pseudogaurax aberrans är en tvåvingeart som beskrevs av Curtis W. Sabrosky 1951. Pseudogaurax aberrans ingår i släktet Pseudogaurax och familjen fritflugor.
Artens utbredningsområde är Uganda. Inga underarter finns listade i Catalogue of Life.